# قره بیک تپه
قره بیک تپه مربوط به دوران‌های تاریخی پس از اسلام است و در شهرستان علی‌آباد، بخش مرکزی، روستای امام آباد واقع شده و این اثر در تاریخ ۱۰ بهمن ۱۳۸۳ با شمارهٔ ثبت ۱۱۳۰۱ به‌عنوان یکی از آثار ملی ایران به ثبت رسیده است.